# Cambria (lettertype)
Cambria is een lettertypefamilie ontworpen in 2004 door de Nederlandse letterontwerper Jelle Bosma, samen met Steve Matteson en Robin Nicholas.
Cambria werd meegeleverd met Windows Vista, Microsoft Office 2007 en Microsoft Office 2008 voor Apple Macintosh, is speciaal ontworpen als schermlettertype en is ook goed leesbaar in kleinere korpsen.
Het lettertype heeft schreven en heel gelijkmatige spatiëring en proporties. Opvallende kenmerken zijn de gelijkmatige stokken en rondingen, de brede voeten van de bodemschreven, de hoekige toppen van de stokken en de vierkante punten op de letters 'i' en 'j'.
Een geheel ongerelateerd lettertype met de naam Cambria werd ontworpen in 1989 door Ian Koshnick voor zijn software-uitgeverij Cambria Publishing.

## Cambria Math
Cambria Math is een variant ontworpen voor wiskundige en wetenschappelijke teksten, als vervanger voor Times New Roman. Jelle Bosma leidde het project bij Agfa Monotype, samen met Ross Mills van Tiro Typeworks, om het lettertype Cambria Math te ontwerpen.
Cambria (Regular) en Cambria Math zijn samengevoegd als TrueType Collection (TTC). Office 2008 voor Macintosh beschikt niet over Cambria Math, omdat Office Open XML niet ondersteund wordt. Daarom is voor Macintosh het TrueType-lettertype apart als ttf-bestand beschikbaar.
De commerciële versies van Cambria worden verkocht door Ascender Corporation, en door Monotype Imaging in MicroType-formaat.

## Toepassingen
Cambria Math wordt gebruikt voor de presentatie van OMML-vergelijkingen in Microsoft Word 2007.
Het grafische programma XeTeX maakt direct gebruik van Cambria Math als alternatief voor de traditionele wiskundige TeX-lettertypen.